# Asfalt (film)

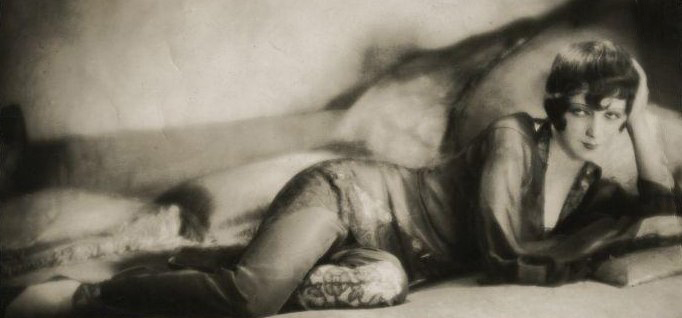
Betty Amann i filmen

Asfalt (tyska: Asphalt) är en tysk spänningsfilm från 1929 i regi av Joe May, med Gustav Fröhlich och Betty Amann i huvudrollerna. Den handlar om en polis som blir förförd av en kvinna med kopplingar till Berlins undre värld. Fokuset ligger mer på uttrycksfullt foto och scenografi än på intrigen. Inspelningen ägde rum från oktober till december 1928 i studioanläggningen Neubabelsberg. Den svenska premiären ägde rum 15 april 1929.

## Medverkande
- Gustav Fröhlich som Wachtmeister Holk
- Betty Amann som Else Kramer
- Albert Steinrück som Hauptwachtmeister Holk
- Else Heller som Mutter Holk
- Hans Adalbert Schlettow som Elses Freund
- Hans Albers som Dieb
- Rosa Valetti som Frau an der Theke